# دار المناصرة (تبن)

تعديل مصدري - تعديل

دار المناصرة هي إحدى قرى عزلة الحوطة بمديرية تبن التابعة لمحافظة لحج، بلغ تعداد سكانها 524 نسمة حسب تعداد اليمن لعام 2004.